# トルクーヤ
トルクーヤ（西: Torcuya）は、日本のプロ野球球団である東京ヤクルトスワローズのマスコットである。2014年（平成26年）5月から2023年（令和5年）2月まで「在籍」した。背番号は0698だった。

## 概要
株式会社ヤクルト球団は、燕太郎の「引退」が発表された翌日となる2014年（平成26年）5月5日の試合中に、新たなマスコットの「入団」を発表し、同時に愛称の募集を始めた。同年6月8日の試合から「出場」するとの報道もあったが、同年6月22日に愛称がトルクーヤに決定したと発表し、同日の試合から「出場」した。「ヤクルト」の回文であるが、「厳選な審査」の結果としている。あわせて、「入団」の経緯と「経歴」も明らかとなった。トルクーヤは、燕太郎とスポーツバーで出会い、意気投合したことで、燕太郎から後任として推薦を受け、ヤクルト入りを決意した。メキシコのアレナ・メヒコを拠点とするルチャ・リブレ団体に所属する覆面レスラーで、ヤクルトへは「出向」となる。しかし、2023年（令和5年）2月9日に突如帰国することを発表した。理由は、ルチャ・リブレ団体の要請によるとしている。トルクーヤは球団を通じ、「メキシコからスワローズの事を見守っています」との談話を発表した。

## 脚註